# Viljem Tell (opera)
Viljem Tell (fr. Guillaume Tell) je velika opera v štirih dejanjih (petih slikah) Gioacchina Rossinija. Francoski libreto sta spisala Štefan de Jouy in Hipolit Bis po delu Friedricha Schillerja Wilhelm Tell. Delo velja za zadnjo Rossinijevo opero, kljub temu da je bil takrat na višku svoje slave in poln domislekov in star komaj 37 let. Krstna predstava je bila 3. avgusta 1829 v Parizu pod taktriko Françoisa Habenecka ter s tenoristom Adolphom Nourritom v vlogi Arnolda. Opero so v prvi polovici 19. stoletja v mnogih gledališčih velikokrat zaradi revolucionarne zgodbe pod zahtevami cenzure uprizarjali pod drugimi naslovi in s spremembami (npr. Andreas Hofer, Karl Drzni, Vallace, škotski junak).   
Najbolj znan in največkrat izvajan odlomek je uvertura k operi.
V Ljubljani je bila opera prvič na sporedu januarja 1834, in sicer v znatno skrajšani verziji in treh dejanjih. Delo so ponovno uprizorili šele leta 1868, na odru ljubljanske Opere pa februarja leta 1934.

## Vloge
- Gessler, cesarjev namestnik Švice - bas
- Rudolf Harras, vojaški vodja - tenor
- Viljem Tell - bariton
- Walter Fiirst - bas
- Melchthal - bas
- Arnold Melchthal, njegov sin - tenor
- Leuthold - bariton
- Matilda, habsburška princesa - sopran
- Hedviga, Tellova soproga - mezzosopran
- Geromy, Tellov sin - sopran
- Rudolf, vodja Gesslerjeve straže - tenor
- Ribič - tenor
- Lovec - bariton
- Kmetje iz Švica, Untervvaldna in Urija, plemiči, plemkinje, Gesslerjevi vojaki in straža, lovci, lokostrelci, Tirolci in Tirolsko ljudstvo.

## Vsebina
Godi se v 13. stoletju v Švici, ko je bila pod Habsburško oblastjo.

### Prvo dejanje
Švicarska vas Biirglen ob Vierwaldstaetskem jezeru.
Vaščani med veselim petjem krasijo tri koče za mladoporočence, ribič v čolnu poje ljubezensko pesem. Vsi, tudi Tellova žena Hedviga in njegov sin Gemmy, so pri opravilu, le Viljem Tell je zamišljen in premišljuje, kako bi rešil domovino pred Gesslerjevim tiranstvom. Starešina Melchthal pride v spremstvu svojega sina Arnolda, da bi blagoslovil poročne pare in opomni svojega sina, naj sledi zgledu drugih, da bi se kmalu poročil. Ko ostane Arnold sam, razkrije, da ljubi Matildo Habsburško, ki ji je nekoč rešil življenje. Zaradi nje je postal tudi nezvest svoji domovini, ker je stopil v cesarjevo službo. Sram ga je izdajstva, zato sklene osvoboditi se vseh vezi, ki ga odtujujejo zvestobi do domovine. V tem pa naznanijo rogovi prihod cesarjevega namestnika Gesslerja in Matilde Habsburške. Arnold jo želi videti še zadnjikrat, Tell ga pregovori in opomni, da mora pomagati v boju za osvoboditev domovine. Končno zmaga pri Arnoldu čut dolžnosti nad ljubeznijo do Matilde. 
Ljudstvo se zbira, svatovska povorka nastopi in stari Melchthal blagoslovi ženine in neveste. Rogovi zopet opomnijo na Gesslerja in Tell povzame besedo za osvoboditev domovine. Ko opazi, da se je Arnold odšel, mu sledi. Medtem pribeži pastir Leuthold in prosi rešitve. Ubil je cesarjevega hlapca, ki je hotel omadeževati njegovo hčerko, zato ga sedaj zasledujejo. Ribič nima poguma prepeljati ga s čolnom čez jezero, ker se bliža nevihta. Tell pa se ne boji nevarnosti in reši pastirja Leutholda. Gesslerjev zaupnik Rudolf je videl, da je zasledovancu uspelo pobegniti in zahteva, da mu razkrijejo ime Leutholdovega rešitelja. Stari Melchthal noče izdati imena, zato ukaze Rudolf vojakom zvezati in odvesti starčka, vas pa zažgati. Neoboroženi kmetje so brez moči proti vojakom.

### Drugo dejanje

#### Prva slika
Gozd.
Matilda se je umaknila iz lovske družbe in razmišlja o svoji ljubezni do Arnolda. Ko se srečata, mu Matilda prizna ljubezen in oba se dogovorita, da skleneta še istega dne proti večeru zakon v grajski kapeli. Tell in Walter Fiirst se bližata, Matilda pa se umakne. Oba spomnita Arnolda njegove dolžnosti in obljube, on pa jima odgovori, da je rešitev domovine možna samo pod cesarjevo zastavo, ker ni med ljudstvom sloge. Arnoldu sporočita, da je postal njegov oče Melchthal žrtev tiranove jeze. Brez oklevanja se pridruži upornikom in vsi prisežejo zvestobo in borbo za osvoboditev domovine izpod suženjskega jarma.

#### Druga slika
Na Riitliju. Noč.
Tajno se zberejo pod vodstvom Tella, Walterja in Arnolda možje iz vseh treh kantonov Unterwalden, Švic in Uri k zaroti za osvobojenje izpod habsburškega jarma.

### Tretje dejanje
Trg v Altdorfu med pripravami na praznovanje stoletnice habsburške nadvlade.
Gessler pride s svojim spremstvom. Na visok drog je dal Gessler obesiti svoj klobuk kot simbol vlade Habsburžanov in ljudstvo se mora klanjati temu simbolu in tako prisegati svojo zvestobo vladi. Vojaki prisilijo Švicarke, da plešejo z njimi. Tell pride s svojim sinom Gemmyjem in noče pozdraviti Gesslerjevega klobuka, zato ga zvežejo. Tell prišepne Gemmyju, naj zbeži, da bi dal s kresom znamenje za pričetek upora. Gessler pa zadrži Gemmyja in ukaže Tellu, da odstreli z dečkove glave jabolko, če pa tega ne bo storil, bo moral umreti tudi njegov sin. V skrbi za sina se Tell toliko premaga, da prosi Gesslerja kleče za milost, vendar brez uspeha. Otrokova neustrašenost pa vlije Tellu novega poguma in oče odstreli jabolko s sinove glave, nato pa duševno izčrpan omedli. Ko se Tell zruši, mu pade puščica izza obleke, kamor jo je pred strelom skril. Gessler zasluti, kaj je Tell nameraval in ta mu pove v obraz, da bi bil z drugo puščito ustrelil njega, če bi pri strelu na jabolko zadel svojega sina. Tella zato odvedejo, da bi ga čez jezero odpeljali v ječo. Matilda pride in se zavzame za Gemmyja, Tella pa odvedejo kljub prošnjam in njenemu svarilu.

### Četrto dejanje
Skalnata soteska ob jezeru.
Tellova žena Hedviga hoče vsa obupana in žalostna k jezeru, čez katero peljejo v najhujšem viharju Tella v ječo. V tem čolnu je tudi Gessler. Gemmy pride z Matildo, ki skuša osvoboditi tudi Tella. Gemmy odide in zažge očetovo hišo kot kres - znamenje za pričetek vstaje. Leuthold pride s poročilom, da je čoln že blizu. Ženske gledajo na jezero in vidijo, kako skoči Tell nenadoma s čolna na obrežje in se tako reši. Na begu pred Gesslerjem in vojaki prihiti Tell v sotesko. Ženske se skrijejo, a ko se Gessler prikaže, ga Tell s skalnate višine ustreli. Mrtvega Gesslerja odnesejo. Vojaki zbežijo, Walter Fiirst se bliža z uporniki. Tudi Arnold pride s svojimi in sporoči, da je že padla ponosna trdnjava v Altdorfu. Nevihta se je polegla, ledeniki zažarijo v soncu, ljudstvo pa pozdravi zarjo svobode.

## Glasbena primera
- Uvertura k operi
- Arnoldova cabaletta